# Боевогорский сельсовет
Боевогорский сельсовет — упразднённое сельское поселение в Соль-Илецком районе Оренбургской области Российской Федерации.
Административный центр — село Боевая Гора.

## История
Статус и границы сельского поселения установлены Законом Оренбургской области от 2 сентября 2004 года № 1424/211-III-ОЗ «О наделении муниципальных образований Оренбургской области статусом муниципального района, городского округа, городского поселения, установлении и изменении границ муниципальных образований»
Упразднено в 2016 году. 

## Население
| 2010 | 2012  | 2013  | 2014  | 2015  |
| ---- | ----- | ----- | ----- | ----- |
| 1221 | ↘1217 | ↘1202 | ↘1200 | ↘1169 |

## Состав сельского поселения
| № | Населённый пункт | Тип населённого пункта       | Население |
| - | ---------------- | ---------------------------- | --------- |
| 1 | 23 км            | разъезд                      | 25        |
| 2 | Боевая Гора      | село, административный центр | 653       |
| 3 | Корольки         | хутор                        | 7         |
| 4 | Маячная          | железнодорожная станция      | 432       |
| 5 | Роте Фане        | хутор                        | 60        |
| 6 | Чкаловский       | хутор                        | 44        |